# Kugelblitz (Roman)
Kugelblitz (chinesisch 球狀閃電 / 球状闪电, Pinyin qiúzhuàng shǎndiàn) ist ein Science-Fiction-Roman des chinesischen Schriftstellers Liu Cixin. Die deutsche Ausgabe wurde am 11. Mai 2020 vom Heyne Verlag veröffentlicht. Die Übersetzung stammt von Marc Hermann. Der Roman beschreibt den Konflikt zwischen wissenschaftlicher Forschung und militärischem Missbrauch anhand des Phänomen des Kugelblitzes.

## Handlung
An seinem vierzehnten Geburtstag beobachtet Chen wie seine Eltern von einem Kugelblitz komplett eingeäschert werden, wobei ihre Stühle dabei völlig unbeschädigt bleiben. Weitere Gegenstände im Haus wurden ebenfalls verbrannt, ohne dass angrenzende oder umgebende Objekte ansatzweise beschädigt wurden, etwa ein Hühnchen im Kühlschrank, einzelne Buchseiten oder das Unterhemd von Chen. Auf Grundlage der letzten Worte seines Vaters, dass der Schlüssel zu einem erfüllten Leben eine erfüllende Leidenschaft sei, will Chen fortan das Geheimnis des Kugelblitzes entschlüsseln.
Viele Jahre später studiert Chen an der Tsinghua-Universität in Peking (Beijing). Sein auf einem Bein lahmender Professor Zhang Bin lehnt den Kugelblitz jedoch als mögliches Thema für eine Masterarbeit ab, daher wechselt Chen zu Professor Gao Bo. Bei einem Ausflug zum Taishan in der Provinz Shandong wird Chen geraten, den Kugelblitzforscher Zhang Hefu zu konsultieren, welcher in diesen Gegenden oft Ausschau nach Kugelblitzen hielt. Zhang Hefu stellt sich dabei als Zhang Bin heraus, welcher seinen Vornamen aufgrund der Ähnlichkeit zur chinesischen Transkription des Nachnamens von Chruschtschow offiziell ändern ließ. Chen besucht Zhang Bin mit diesem Wissen und erfährt von seiner dreißigjährigen Forschung zu Kugelblitzen, die jedoch komplett erfolglos blieb. Chen erzählt daraufhin erstmals von den Ereignissen an seinem vierzehnten Geburtstag. Zhang Bin meint dazu, bereits geahnt zu haben, dass sein Interesse an Kugelblitzen auf einer Sichtung beruhte. Chen wäre daher wohl der einzige Mensch, der verstehen könne, dass Zhang Bin seine erfolglose Forschung nie bereuen würde, sondern nur, nie wieder einen Kugelblitz gesehen zu haben. Bei seiner bisher einzigen Sichtung vor vielen Jahren verbrannte der Kugelblitz ihm ein Bein. Seine Ehefrau Zheng Min, welche ebenfalls von Kugelblitzen fasziniert war, wurde bei einer zu starken Annäherung sogar getötet. Ihr ganzer Körper wurde eingeäschert, doch ihr Mantel blieb komplett unbeschädigt. Zhang Bin zeigt Chen ihr Notizbuch, in welchem nur jede zweite Seite verbrannt ist, und kommentiert es mit einer entscheidenden Erkenntnis, die ihm erst viele Jahre später deutlich klar wurde und ihn seine komplette Forschung aufgeben ließ: Augenscheinlich sind Kugelblitze kein Phänomen der bekannten Physik, daher können sie auch durch bekannte Physik unmöglich erklärt werden.
Nach Beendigung des Doktors in Atmosphärenphysik wird Chen von der Waffenfanatikerin Lin Yun für das Militär angeheuert und soll Tornados für Angriffe nutzbar machen. Chen kann sie ebenfalls für Kugelblitze begeistern. Gemeinsam hacken sie einen Server von SETI für eine Simulation, diese wird jedoch von dessen Projektleiter Norton Parker entdeckt. Chen und Lin Yun reisen einem Kommentar von Alexander Gemow auf ihrer Webseite zu ihren Simulationen folgend zu ihm in eine Blitzforschungseinrichtung in Nowosibirsk in Russland, in der über dreißig Jahre hinweg unzählige Kugelblitze unbeabsichtigt erzeugt wurden. Die Parameter der Geräte ließen jedoch kein Muster erkennen und waren so zufällig, dass sogar imperialistische Sabotage vermutet wurde. Chen und Lin Yun erkennen darin den entscheidenden Fehler aller bisherigen Ansätze. Kugelblitze werden nicht neu erzeugt, sondern angeregt, ähnlich wie eine Lampe, die bereits da ist, bevor sie angeschaltet wird. Beide sind sich einig, dass daher nur ein Genie mit einem völlig neuen Ansatz hinter ihr Geheimnis kommen kann und holen daher den theoretischen Physiker Ding Yi in ihre Einrichtung. Ding Yi erkennt weiter, dass alle bisherigen Ansätze gescheitert sind, weil sie ungewöhnlich kompliziert statt ungewöhnlich einfach waren und behauptet, dass Kugelblitze nichts weiter als riesige Elektronen seien, genannt „Makroelektronen“. Ein Kugelblitz sei nichts weiter als deren Anregung auf ein höheres Orbital (etwa durch gewöhnliche Blitze während eines Gewitters) und die Einäscherung von Objekten sei die Energieabgabe beim Quantensprung zurück. Mit speziellen Netzen an Hubschraubern und supraleitenden Kontakten gelingt die Sammlung unzähliger Kugelblitze und es beginnen zahlreiche Experimente. Kugelblitze verbrennen selektiv Objekte, etwa nur Lebewesen oder nur Computerschaltkreise. Chen lädt den überglücklichen Zhang Bin auf die Basis ein, als dieser später stirbt wird sein Körper von einem Kugelblitz eingeäschert.
Da Makroelektronen ebenfalls Quantenobjekte sind, macht sich die seltsame Natur der Quantenmechanik bei allen Experimenten bemerkbar, etwa ist die Trefferquote bei abgeschossenen Kugelblitzen umso besser, desto weniger Menschen hinsehen. Zudem zeigen sich einige unerklärliche Phänomene, etwa sind blökende Schafe zu hören, die zuvor eingeäschert wurden, aber die Räume, aus denen die Geräusche stammen, sind komplett leer, als jemand nachsieht. Chen und Ding Yi philosophieren gemeinsam über mögliche Erklärungen von einer Weiterexistenz als makroskopischer Quantenzustand, genannt „Quantengeist“. Das Militär benutzt die Kugelblitze erfolgreich zur Abwehr eines Terrorangriffs von Wissenschaftsgegnern auf ein Atomkraftwerk, dabei wird jedoch eine Gruppe an als Geiseln gehaltener Kinder ebenfalls eingeäschert. Chen wird zunehmend unzufrieden mit dem Missbrauch der Kugelblitze für den Krieg und verlässt das Militär, um in den Vereinigten Staaten an der friedlichen Abwehr von Tornados im Mittleren Westen zu arbeiten. Als zwischen China und den Vereinigten Staaten ein Krieg ausbricht, benutzt das chinesische Militär die Kugelblitze um die amerikanischen Zerstörer anzugreifen, diese haben jedoch über Spionage von den Kugelblitzen erfahren und lenken diese (da Makroelektronen wie Elektronen ebenfalls mit der Elementarladung elektrisch geladen sind) einfach mit Magnetfeldern ab. Die amerikanischen Zerstörer benutzten umgekehrt die Technologie, an der Chen gearbeitet hat und greifen wesentlich erfolgreicher mit künstlich erzeugten Tornados an. Chen kehrt nach China zurück.
Einige Zeit später erlebt Chen in Beijing, wie plötzlich sämtliche elektrische Geräte in der ganzen Stadt ausfallen. Sämtliche Computerchips sind verbrannt, jedoch waren keine Kugelblitze zugegen. Chen erfährt von Ding Yi, dass inzwischen nach „Makroprotonen“ gesucht wurde und mit diesen im Norden von China die erste „Makrofusion“ durchgeführt wurde. Diese war im nördlichen Drittel von China für die verheerende Zerstörung verantwortlich. Chen und Cing Yi versuchen Lin Yun von der Durchführung einer weiteren Makrofusion abzuhalten, doch wegen ihres Waffenfanatismus lässt sie sich nicht davon abhalten. Nachdem Lin Yun das Testgelände scheinbar unbeschadet verlässt, führt sie noch ein letztes Gespräch mit Chen und Ding Yi und (zunächst durch deren Beobachtung aufgrund von Dekohärenz aufgehalten) verblasst dann vor deren Augen zu einem Quantengeist. Der Krieg ist daraufhin vorüber, die Vereinigten Staaten kapitulierten nach der unfreiwilligen Machtdemonstration des chinesischen Militärs auf eigenem Gelände. Chen heiratet eine alte Jugendliebe und erwartet mit ihr ein Kind. Wie von ihm gewünscht, werden Kugelblitze nun zum Wohl der Menschen eingesetzt, etwa um in Krankenhäusern ausschließlich Krebszellen und keine gesunden Zellen zu verbrennen. Bei einem Gespräch mit Ding Yi zeigt dieser ihm ein plötzlich bei ihm aufgetauchtes Foto der glücklichen Lin Yun umgeben von den bei der Abwehr des Terrorangriff eingeäscherten Kindern. Chen bemerkt daraufhin in seiner eigenen Wohnung einen wunderbaren Duft und eine blaue Quantenrose, die sobald angesehen aus der Vase verblasst. Chen denkt glücklich daran, wie ihn die blaue Quantenrose letztendlich bei seinem Tod anlächeln wird.
Im Epilog wird Chen von Norton Parker von SETI besucht. Kugelblitzexperimente in tiefen Mienenschächten verhielten sich plötzlich ohne Beobachtung weiterhin so, als würden sie beobachtet. Norton Parker postuliert darauf basierend einen „Superbeobachter“, welcher die Menschheit beobachtet und selbst in verschlossene Räume blicken kann. Norton Parker sieht darin den ersten indirekten Nachweis einer intelligenten außerirdischen Zivilisation.

## Hintergrund
Liu Cixin schreibt im Nachwort, während einer Gewitternacht im Sommer des Jahres 1981 (also im Alter von 18 Jahren) in Handan in der Provinz Hebei einen Kugelblitz persönlich gesehen zu haben.
Während Liu Cixin den Roman schrieb, glaubte er irrtümlich, an Leberkrebs erkrankt zu sein, erzählte jedoch niemandem davon und stellte den Roman unter Hochdruck als seinen womöglich letzten fertig. Die vielen Szenen, in denen Charaktere ihre Lebenserfahrung aus vielen Jahrzehnten wiedergeben (etwa der Prolog, das Gespräch zwischen Chen und Zhang Bin über seine fehlgeschlagene Forschung oder der Ausflug von Chen und Lin Yun zu Alexander Gemow nach Russland), werden daher oft als Zusammenfassung der eigenen Lebensweisheit von Liu Cixin interpretiert. Die ständige Beschäftigung mit Leben und Tod sowie einem möglichen Quantenzustand dazwischen dagegen als Verarbeitung seines eigenen Schicksals. Liu Cixin war jedoch nicht todkrank und blieb weiter als Schriftsteller tätig.
Der Epilog des Romans leitet direkt zu Die drei Sonnen über, den ersten Teil der Trisolaris-Trilogie, welche jedoch bis auf einige lose Referenzen (etwa eine kurze Erwähnung des Fotos von Lin Yun mit den Kindern) und den erneuten Auftritt von Ding Yi ein unabhängiges Werk ist. Die chinesische Originalversion von Der dunkle Wald, dem zweiten Teil der Trisolaris-Trilogie, bindet Kugelblitze zwar in einer Szene entscheidend mit ein, für die englische Übersetzung schreib Ken Liu diese jedoch komplett um, da von „Kugelblitz“ zu dieser Zeit noch keine englische Übersetzung existierte. Die abgeänderte Version wurde später ebenfalls für die deutsche Übersetzung als Grundlage genommen und erschien ebenfalls in chinesischer Fassung.
Die animierte Serie Three-Body Animation von Bilibili basiert recht grob auf dem ersten Akt von Der dunkle Wald für die Hintergrundgeschichte sowie zahlreichen Momenten aus „Kugelblitz“ (wie etwa die Quantengeister von Schafen) für die Ideen. Die eine beide Werke verbindende Szene diente dabei als Grundlage der Serie.
Im Jahr 2022 wurde der Roman unter Regie von Dai Mo als Serie adaptiert, dessen Veröffentlichung auf IQiyi gegen Ende des Jahres 2023 geplant ist. In der Anfang des Jahres 2023 erschienen Serie Three-Body (basierend auf Die drei Sonnen) erschien das Foto von Lin Yun mit den Kindern bereits als Andeutung und stellte eine Verbindung der beiden Serien her.

## Kritik
Christian Endres von diezukunft.de schreibt, das Werk sei „faszinierend“ und eine „gewinnende Mischung aus harten physikalischen Fakten und großen fantastischen Ideen“.
Für Gunter Barnewald von phantastiknews.de lässt sich der Roman „auf keinen Fall mit seiner meisterhaften Trilogie vergleichen“ und ist „deutlich schwächer ausgefallen, unterhält aber ebenfalls“. Die Charaktere seien (etwa dadurch, dass der Vorname von Chen durchgehend unbekannt bleibt) etwas „hölzern“. Der Terrorangriff sei „skurril“ und „die absolut unglaubwürdige Krönung“. Dagegen „gelingen Liu aber wunderbare Schilderungen von russischer Lebenswirklichkeit“ mit „dramatischen Kugelblitz-Experimenten und waghalsigen Helikopterflügen“. Chen dem Militär zuwider handeln zu lassen sei „sehr mutig“. Ohne den Maßstab der Trisolaris-Trilogie sei der Roman „gut und auch ideenreich“, die „wissenschaftliches Denken, Handeln und Forschen packend und interessant darstellt“.